# Spoorlijn Düsseldorf-Derendorf - Dortmund Süd
De spoorlijn Düsseldorf-Derendorf - Dortmund Süd is een Duitse spoorlijn en is als spoorlijn 2423 onder beheer van DB Netze.

## Geschiedenis
Het traject werd door de Rheinische Eisenbahn-Gesellschaft geopend tussen 1875 en 1879. De lijn was bedoeld om te concurreren met de reeds bestaande lijn tussen Düsseldorf en Hagen van de Bergisch-Märkische Eisenbahn-Gesellschaft. 
Na nationalisatie van de verschillende spoorwegondernemingen is de lijn op verschillende plekken verlegd en aangesloten op andere lijnen. In Düsseldorf is het gedeelte tussen Derendorf en de aansluiting Dora onderdeel gaan uitmaken van de inmiddels opgebroken lijn DB 2403 en tussen de aansluiting Dora en de aansluiting Fortuna maakt sinds 1891 de spoorlijn Aken - Kassel gebruik van tracé. In 1957 is de lijn in Dortmund verlegd van Dortmund Süd naar Dortmund Westfalenhalle om een rechtstreekse verbinding met Dortmund Hbf te realiseren.
Sinds 1979 zijn verschillende gedeeltes gesloten en opgebroken tussen Dornap-Hahnenfurth en Gevelsberg West.

## Treindiensten

### Deutsche Bahn
De Deutsche Bahn verzorgt het personenvervoer op dit traject met RB treinen.
| Serie | Treinsoort                  | Route                                                                                                 | Bijzonderheden                                               |
| ----- | --------------------------- | --- | ------------------------------------------------------------ |
| RB 52 | Regionalbahn (DB Regio NRW) | Lüdenscheid – Brügge (Westf) – Schalksmühle – Hagen Hbf – Herdecke – Dortmund Tierpark – Dortmund Hbf | Volmetal-Bahn zondagmorgen 1x per twee uur Hagen-Lüdenscheid |

### S-Bahn Rhein-Ruhr
Op het traject rijdt de S-Bahn Rhein-Ruhr de volgende routes:
| Serie | Treinsoort            | Route | Bijzonderheden |
| ----- | --------------------- | --- | -------------- |
| S 8   | S-Bahn (DB Regio NRW) | Mönchengladbach Hbf – Neuss Hbf – Düsseldorf Hbf – Gruiten – Wuppertal Hbf – Schwelm – Gevelsberg Hbf – Hagen Hbf     |                |
| S 28  | S-Bahn (Regiobahn)    | Kaarster See – Kaarst Mitte/Holzbüttgen – Kaarst IKEA – Neuss Hbf – Düsseldorf Hbf – Neanderthal – Mettmann Stadtwald |                |

## Aansluitingen
In de volgende plaatsen is of was er een aansluiting op de volgende spoorlijnen:
Düsseldorf-Derendorf
DB 2410, spoorlijn tussen Düsseldorf-Lierenfeld en Düsseldorf-Derendorf
DB 2411, spoorlijn tussen Düsseldorf-Reisholz en Düsseldorf-Derendorf
DB 2416, spoorlijn tussen Düsseldorf Hauptbahnhof en Düsseldorf-Unterrath
aansluiting Dora
DB 2402, spoorlijn tussen de aansluiting Rethel en de aansluiting Dora
DB 2422, spoorlijn tussen de aansluiting Dora en Düsseldorf-Grafenberg
Düsseldorf-Gerresheim
DB 2550, spoorlijn tussen Aken en Kassel
Dornap-Hahnenfurth
DB 2727, spoorlijn tussen Dornap-Hahnenfurth en de aansluiting Wuppertal-Dornap
Wuppertal-Varresbeck
DB 2722, spoorlijn tussen Wuppertal-Vohwinkel en Wuppertal-Varresbeck
Wuppertal-Loh
lijn tussen Wuppertal-Loh en Wuppertal-Hatzfeld
Wuppertal-Wichlinghausen
DB 2710, spoorlijn tussen Wuppertal-Oberbarmen en Wuppertal-Wichlinghausen
DB 2713, spoorlijn tussen Wuppertal-Wichlinghausen en Hattingen
Schwelm-Loh
DB 2712, spoorlijn tussen Wuppertal-Langerfeld en Schwelm-Loh
Gevelsberg West
DB 2143, spoorlijn tussen Witten en Schwelm
Hagen-Heubing
DB 2804, spoorlijn tussen Hagen Hauptbahnhof en Hagen-Heubing
aansluiting Weidestraße
DB 2805, spoorlijn tussen de aansluiting Weidestraße en Hagen-Kückelhausen
Hagen-Eckesey
DB 26, spoorlijn tussen Hagen Hauptbahnhof en Hagen-Eckesey
DB 2802, spoorlijn tussen Hagen-Eckesey en Hagen Güterbahnhof
DB 2822, spoorlijn tussen Hagen-Eckesey en Hagen-Vorhalle
DB 2823, spoorlijn tussen Hagen-Eckesey en de aansluiting Hohensyburg
aansluiting Bechelte
DB 2822, spoorlijn tussen Hagen-Eckesey en Hagen-Vorhalle
Herdecke
DB 2821, spoorlijn tussen Hagen-Vorhalle en Herdecke
Dortmund-Lottringhausen
DB 2141, spoorlijn tussen de aansluiting Langendreer Kreuz en Dortmund-Löttringhausen
Dortmund Signal Iduna Park
DB 2103, spoorlijn tussen Dortmund en Soest
Dortmund Süd
DB 2110, spoorlijn tussen Dortmund Süd en Dortmund Ost
DB 2112, spoorlijn tussen Welver en Dortmund Süd
DB 2126, spoorlijn tussen Dortmund-Dorstfeld en Dortmund Süd
DB 2136, spoorlijn tussen Dortmund Süd en Dortmund-Bodelschwing

## Elektrische tractie
Het traject werd tussen Gevelsberg West en Eckesey geëlektrificeerd met een wisselspanning van 15.000 volt 16⅔ Hz.

## Galerij

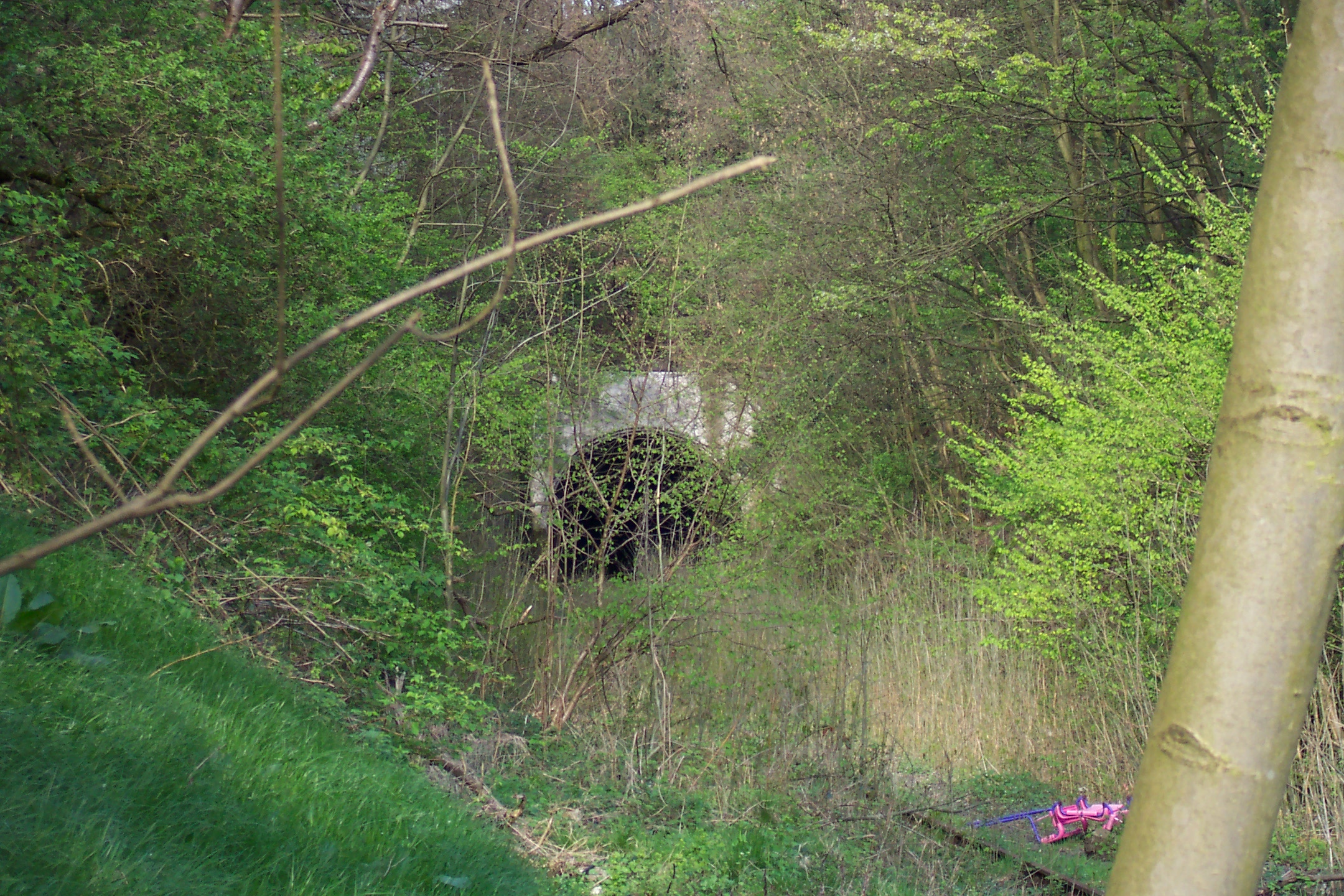
Westelijk tunnelportaal van de Dorp tunnel
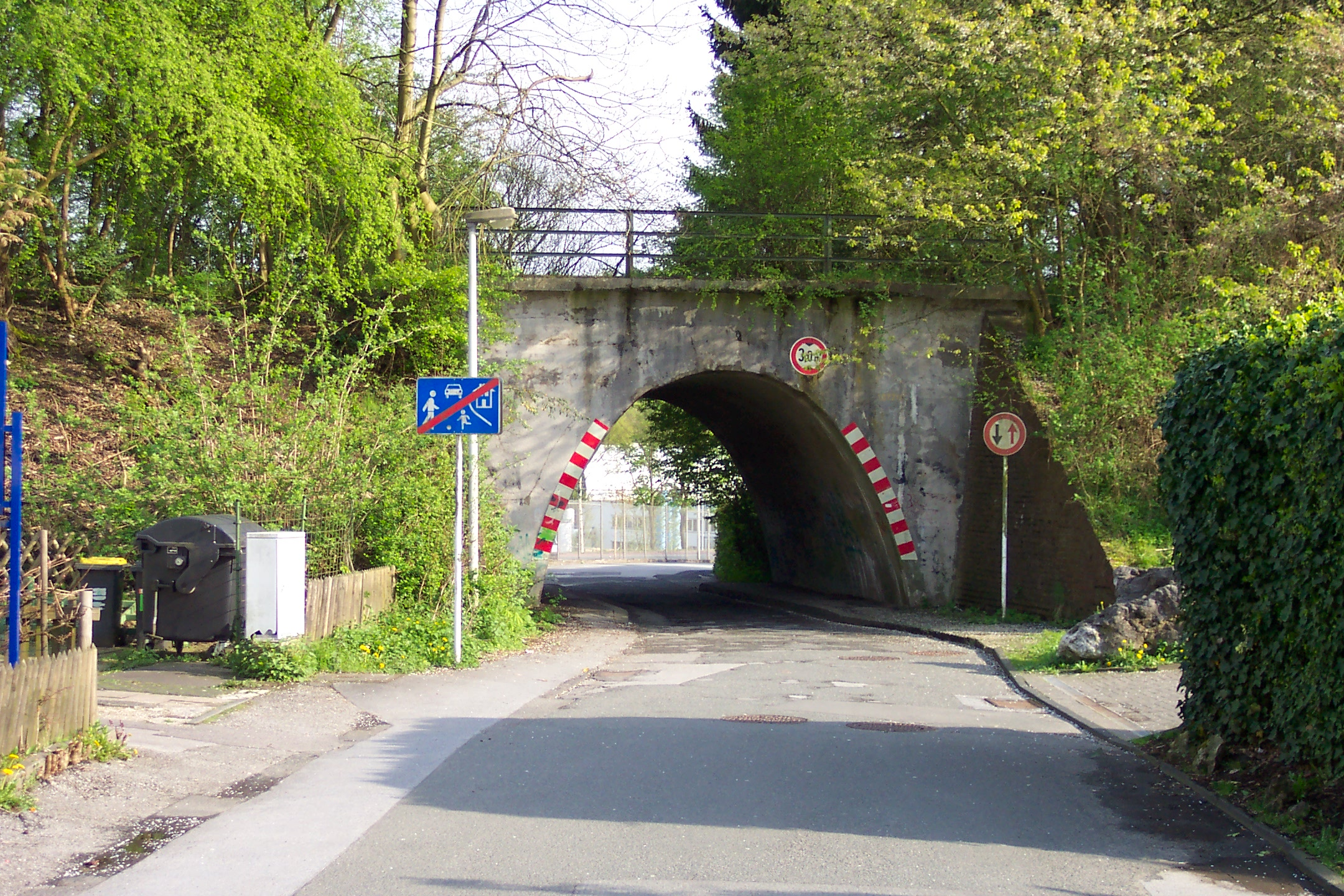
Viaduct in Eskesberg
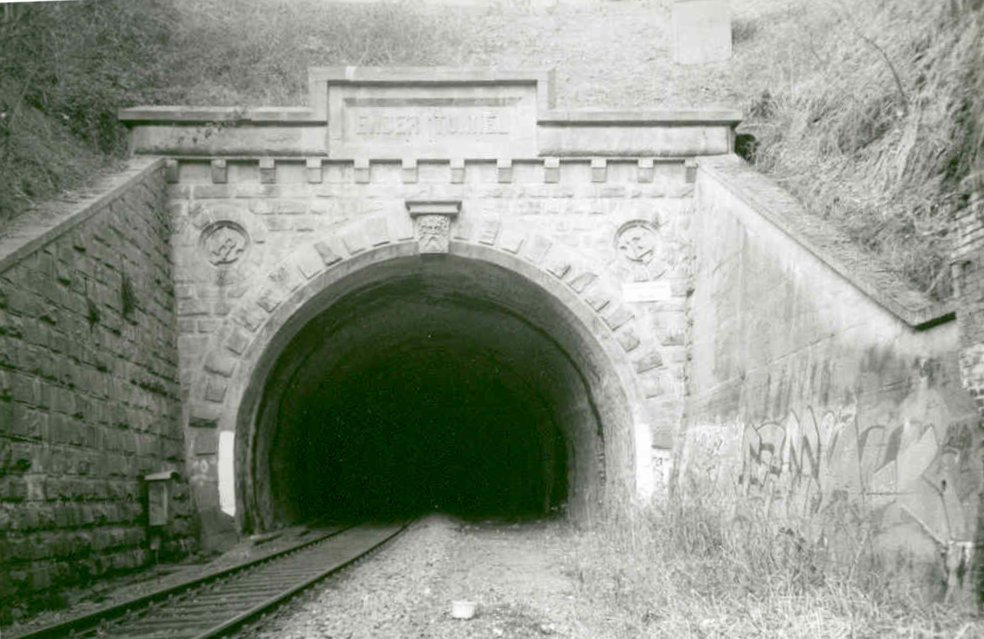
Zuidportaal van de Ender tunnel
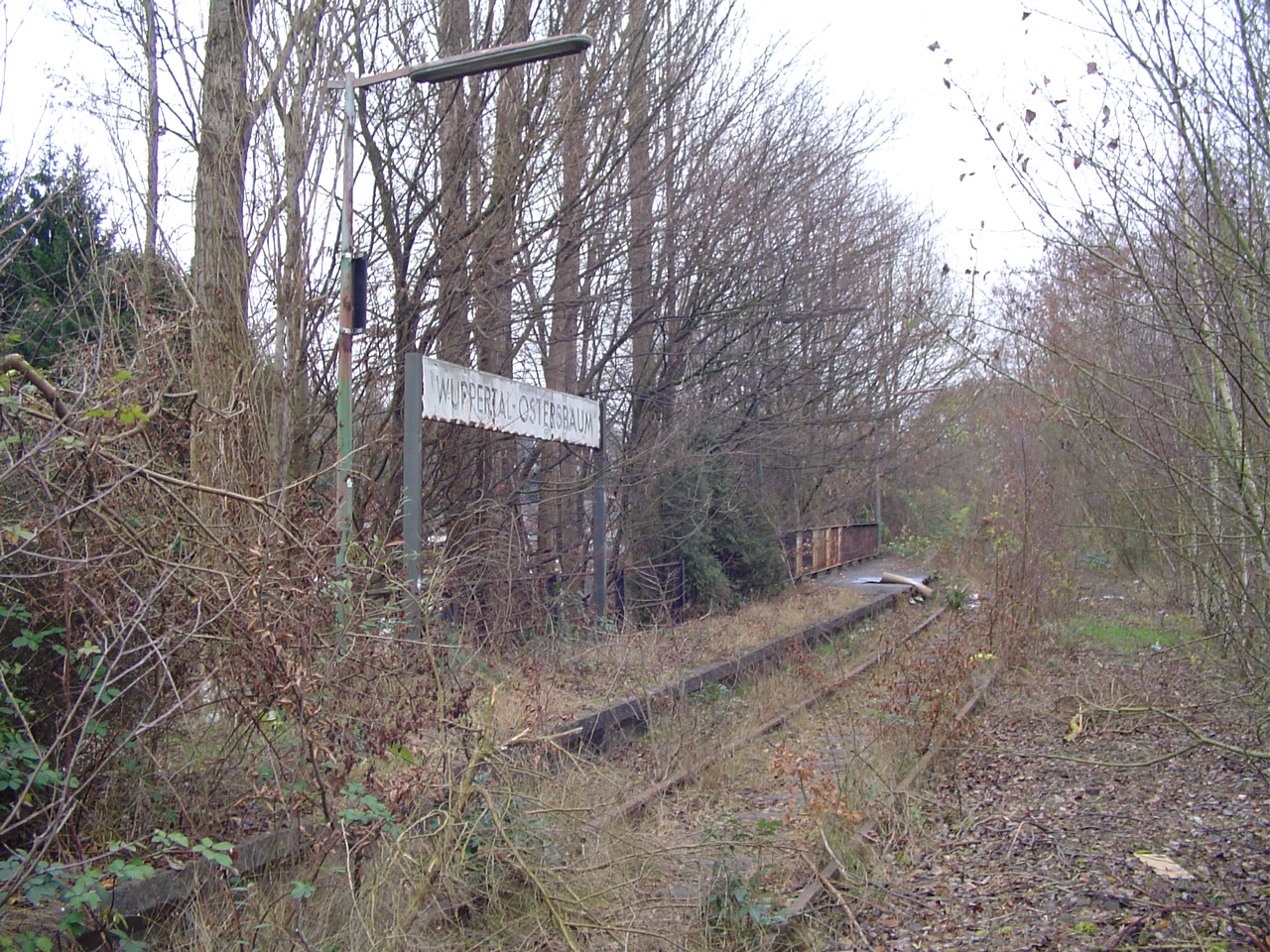
Voormalige halte Wuppertal-Ostersbaum
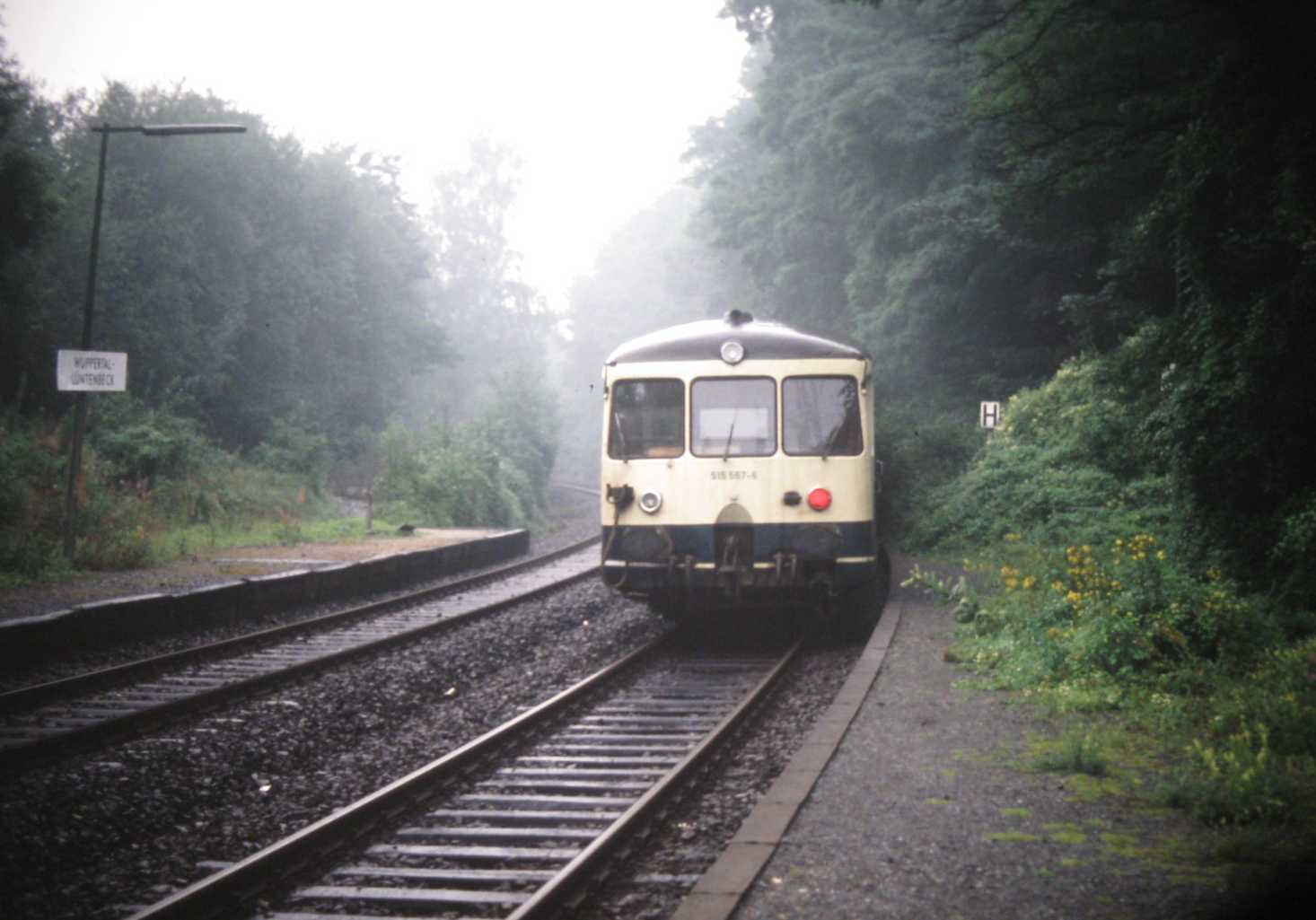
Halte Wuppertal-Lüntenbeck in 1989
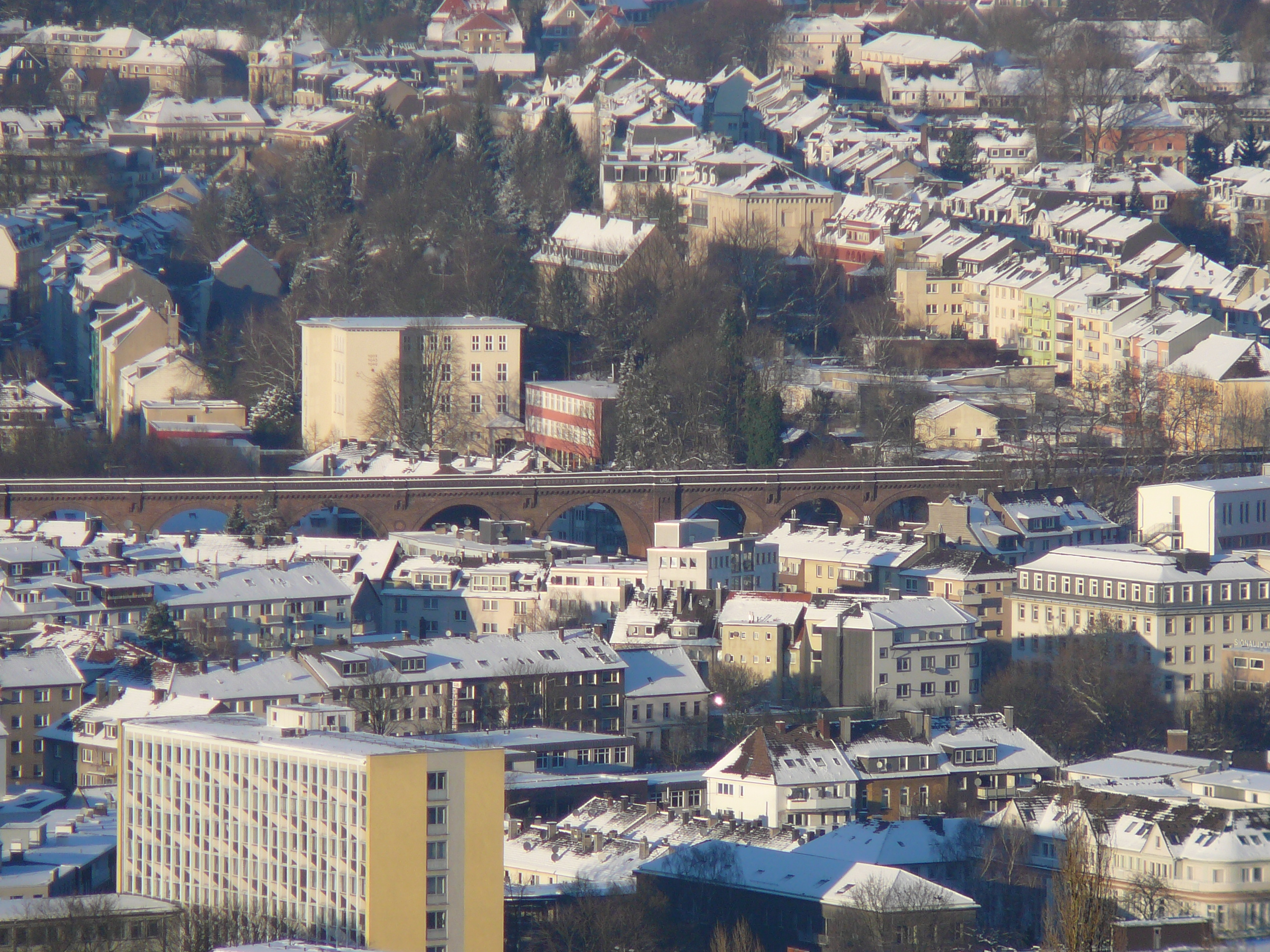
Tracé in Wuppertal
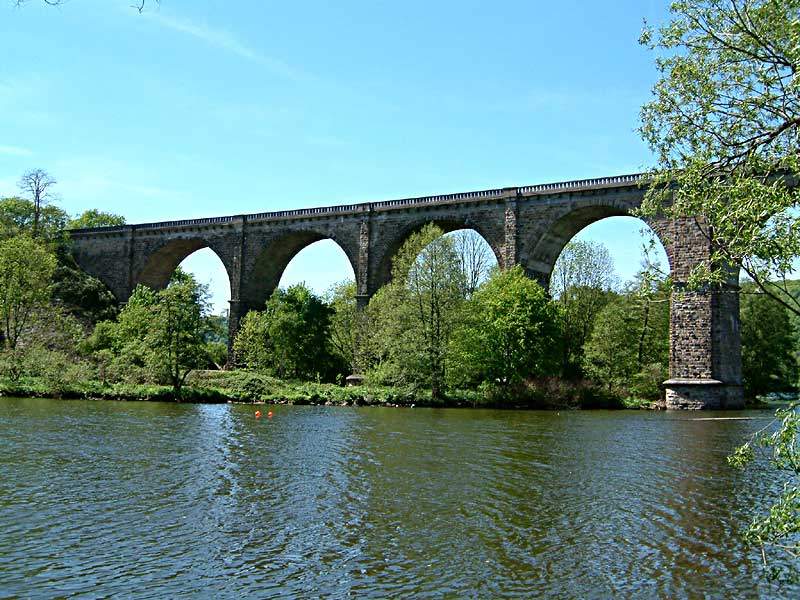
Ruhrviaduct in Herdecke